# Eskalopka

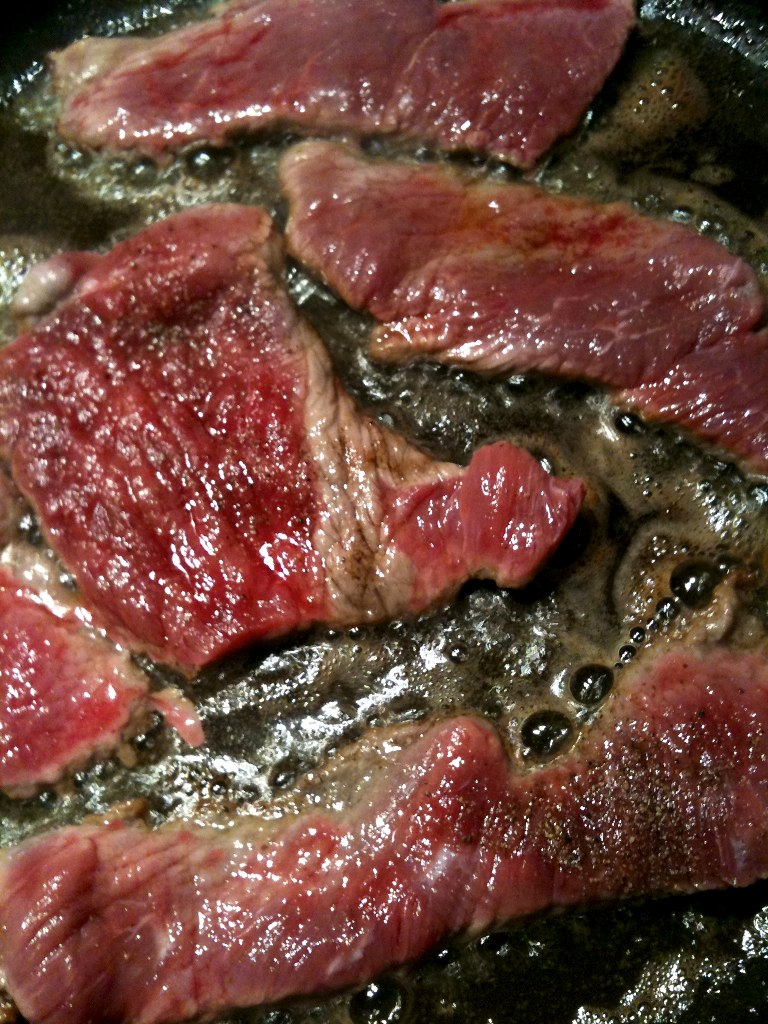
Podsmażane eskalopki

Eskalopka (także eskalop lub eskalopek, od fr. escalope) – mięso (głównie cielęcina) w postaci niewielkiego plastra, lekko rozbite i usmażone w tłuszczu.
Do przyrządzenia może być wykorzystane również mięso z ryb. Wskutek nieznacznej wielkości potrawa zwykle bywa serwowana w większej liczbie (w menu wymieniane na ogół jako «eskalopki»).